# Tillandsia dexteri
Tillandsia dexteri là một loài thuộc chi Tillandsia. Đây là loài bản địa của Costa Rica.